# 天主教济南总教区
天主教济南总教区（Archidioecesis Zinanensis）是罗马天主教在中国山东省设立的一个教区。

## 历史
1839年9月3日，教廷成立山东代牧区，任命意大利会士罗类思为山东代牧区首任主教，主教公署设在武城十二里庄。1885年12月2日南部分出后更名为山东北境代牧区，1924年12月3日更名为济南府代牧区，1946年4月11日更名为济南总教区。

## 教堂
- 洪家楼耶稣圣心主教座堂
- 将军庙街圣母无染原罪堂
- 陈家楼圣若瑟堂
- 尖山圣母堂
- 長清東莊堂

## 主教
- 罗类思（Bishop Lodovico Maria (dei Conti) Besi ）1839年-1848年
- 江类思（Bishop Luigi Moccagatta, O.F.M.）1848年 – 1870年9月27日
- 顾立爵(Bishop Eligio Pietro Cosi, O.F.M.）1870年9月27日 - 1885年1月24日
- 李博明（Benjamino Geremia, O.F.M. ），1885年1月12日 - 1888年10月
- 马天恩（Pietro Paolo de Marchi, O.F.M.） 1889年2月13日 - 1901年8月30日
- 申永福（Bishop Ephrem Giesen, O.F.M.）1902年7月18日 – 1919年8月6日
- 瑞明轩（Bishop Adalberto Schmücker, O.F.M.）1920年8月2日 –1927年8月8日
- 杨恩赉（Archbishop Cyrill Rudolph Jarre, O.F.M.）1929年5月18日 – 1952年3月8日
- 平达观，署理主教（Fr. John P’ing Ta-kuam, O.F.M.） (1952年11月7日 – ?)
- 赵子平（雅各伯），1912年生，1988年到2008年
- 张宪旺，2008年-

## 信徒
1950年，信徒44,016人。